# Mesclador de vídeo
La taula de mescles de vídeo, o simplement taula de vídeo, és un sistema que permet seleccionar, barrejar i manipular diferents senyals d'imatge. El seu funcionament és similar a les taules de mescles d'àudio.

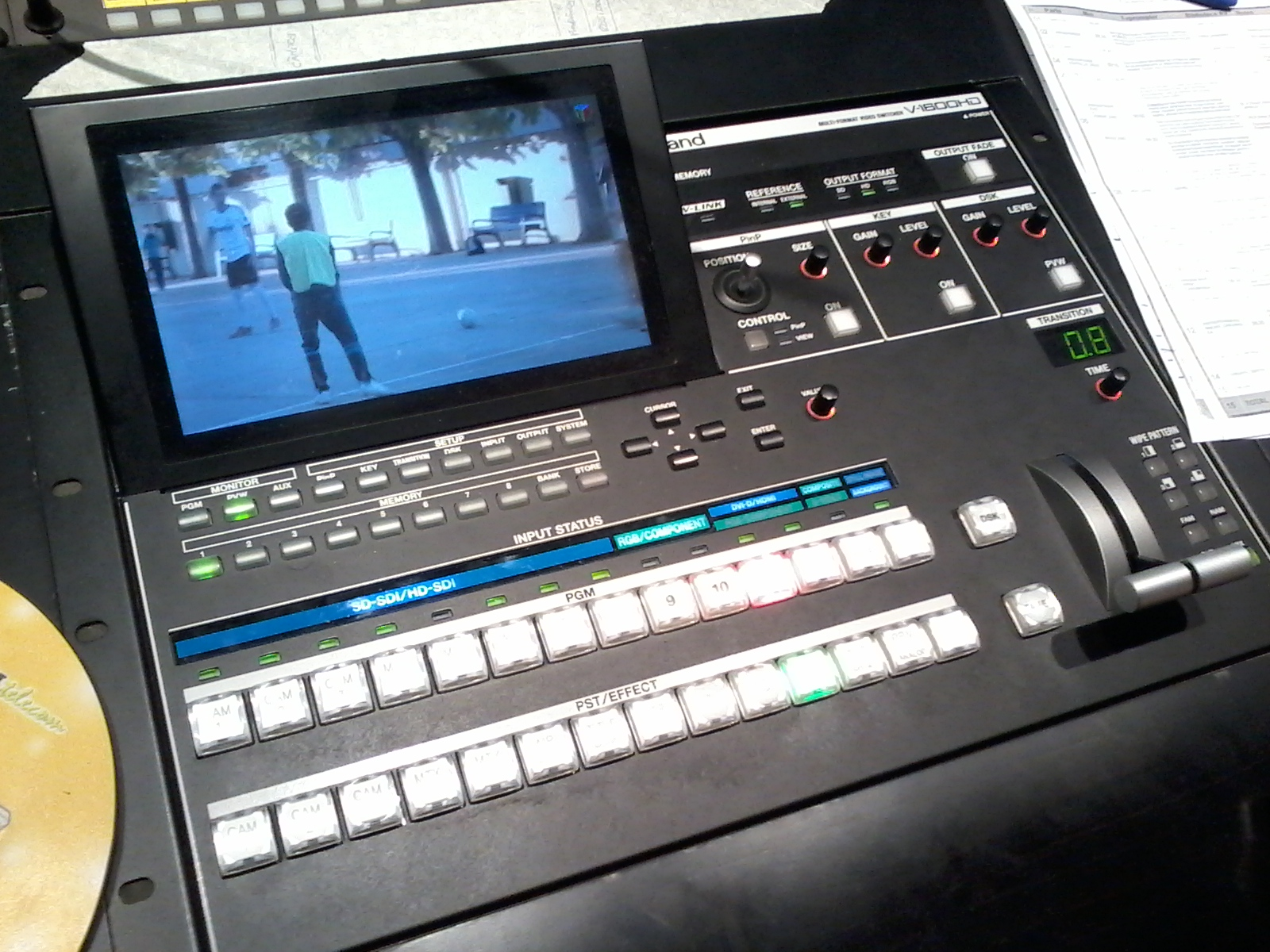
Mesclador de vídeo digital Roland V-1800HD

Les taules de mescles de vídeo representa el cor dels canals de televisió, els estudis de producció i postproducció de televisió, siguin com a elements físics o simulats mitjançant una aplicació informàtica. En la literatura nord-americana s'al·ludeix al concepte commutació en lloc de mescla, el qual és més «europeu»; per això solen aparèixer amb la denominació de video switcher, en lloc de la més europea, també en angles, de video mixer.

## Capacitats i us
Les fonts primàries, és a dir, les entrades de senyal de vídeo, sobre les que es treballarà determinaran en bona part la capacitat d'una taula de mescles. Una altra és la capacitat de processament que el sistema pot desenvolupar sobre aquests senyals.

### Funcions
La funció més elemental que es realitza en una mescladora de vídeo és la commutació entre les fonts primàries per tall. Però això es complementa amb la realització d'aquesta commutació per a diferents mitjans, mitjançant fosos, un pas per negre o altre color, una addició gradual, una cortina que es desplaça i descobreix una altra imatge o el moviment d'una imatge que descobreix o cobreix una altra. Això últim es realitza en la taula de mescles de vídeo des que aquestes últimes inclouen efectes digitals, que anteriorment s'afegien al senyal mitjançant equips separats.
La mescla d'imatges no acaba amb el pas d'una a una altra, sinó que també es realitzen incrustacions d'una imatge en una altra. A aquesta funció se la coneix com a key. Per la realització d'una incrustació o key s'ha de realitzar un forat a la imatge de fons (background), mitjançant un senyal que rep el nom de font key i aquest forat és omplert per una altra imatge. Quan el forat es realitza eliminant un altre color, aleshores rep el nom de croma key. La intersecció pot realitzar mitjançant qualsevol tipus de transicions anteriorment nomenades.
A part de les fonts primàries, les taules de vídeo proporcionen una serie de senyals que complementen la producció. La majoria d'elles són imatges de color, però també poden guardar en una biblioteca imatges fixes o petits clips de vídeo que complementen les mescles entre fonts primàries.

### Estructura d'una taula de mescles de vídeo

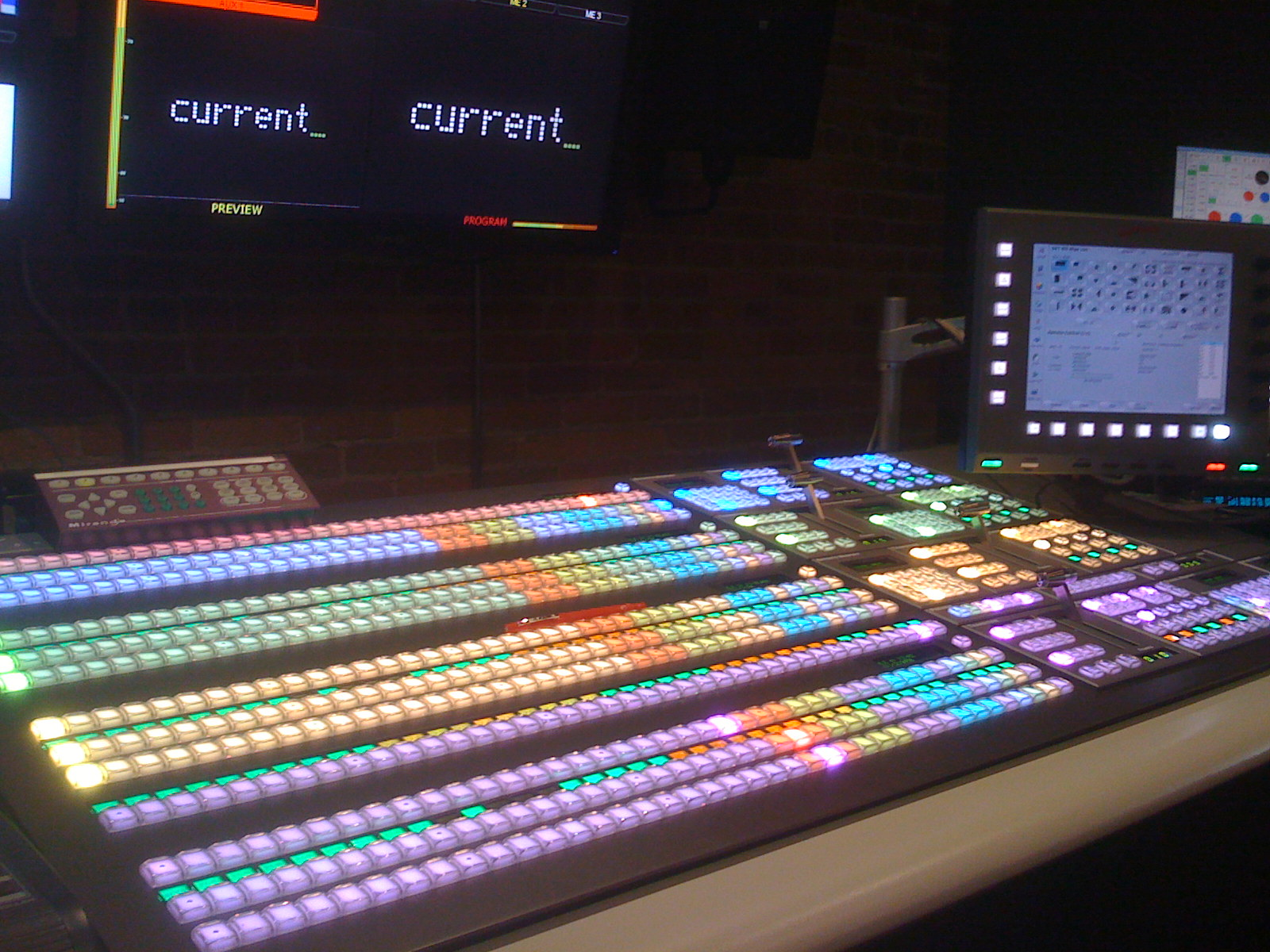
Taula de vídeo de Current TV a San Francisc

Una taula de vídeo està estructurada en diferents «bancs», anomenats Mix/Effects, abreujats en M/E, en els quals es pot realitzar les diferents funcions que es precisen. Cada banc té tots els elements necessaris per a la realització de mescles i els keys entre dues fonts primàries; hi ha ocasions en les quals algun dels bancs que component la taula està més limitat o no disposa d'alguna funció. Els bancs estan disposats jeràrquicament, de tal forma que un banc anterior entra com a font en un posterior. Al final es sol afegir un modul de key anomenat DSK (Down Stream Keyer), que serveix per a la introducció senzilla d'una incrustació, com un subtitul o un logotip, sense interferir en la més complicada operació del banc. Al final sol existir la possibilitat de posar una sortida de la taula a negre (és a dir que la imatge de sortida sigui negra). Aquesta funció s'anomena FTB (Fade To Black).
Un banc disposa de dos busos, un de previ i l'altre de programa. És molt comú l'existència dels busos de key, un o dos, els quals permeten tenir a disposició els senyals primaris associats a la seva font de key corresponent. Es complementa el banc amb els controls de transició, on es selecciona el tipus i les característiques. La transició pot ser manual o automàtica. Per la transició manual s'utilitza una palanca, que és un dels elements més característic d'aquestes taules. La transició automàtica es realitza mitjançant un polsador i un temporitzador seleccionable. Al costat del modul de transició es troba el key. En ell es poden trobar tots els controls que intervenen en els ajustos e les insercions, guanys, clips, elecció del color per als coroma keys, etc.

## Tecnologies
Fins a mitjans de la dècada de 1990 els mescladors eren totalment analògics i els senyals que tractaven també ho eren. Treballaven dins l'estàndard de vídeo que el país havia adoptat.
Tots els mescladors han mantingut sempre una estructura modular, al contrari que els mescladors d'àudio. Per una part s'ubicava el sistema electrònic en la sala de maquines, que era el lloc on convergien totes les fonts de senyal i la consola d'operació en el control de realització de l'estudi corresponent.
Els sistemes digitals mantenen aquesta estructura, però reduint el cablejant entre les dos parts a un simple cable de xarxa.